# 菱沼五郎
菱沼 五郎（ひしぬま ごろう、1912年〈大正元年〉8月20日 - 1990年〈平成2年〉10月3日）は、日本の政治家（茨城県議会議員、同議長）、実業家、テロリスト。別名は小幡五朗。

## 略歴
茨城県那珂郡前渡村にて農業徳松の三男として生まれ、水戸勤王の遺風を学んで成長した。上京後は自動車の助手を経て岩倉鉄道学校（現・岩倉高等学校）に進学。1929年（昭和4年）10月、同校業務課を卒業し、翌1930年（昭和5年）、東武東上線池袋駅に就職するつもりが、紅緑色盲のため鉄道業務に致命的であると判断されて就職できなかった。失意の中、大洗町の護国堂にいた井上日召のもとに通う。
1930年（昭和5年）、ロンドン軍縮条約をめぐって統帥権干犯問題が起きると、日本国民党（委員長・寺田稲次郎、書記次長・鈴木善一）がその抗議行動のために結成しようとした決死隊に参加。同郷で同じく井上の門下である小沼正、川崎長光、黒沢大二らとともに一心同体で行動しようと血盟しあう。日本国民党のほか、大川周明の行地社とも接触し、浅草本郷のタクシー助手をしながら決行の日を待つ。

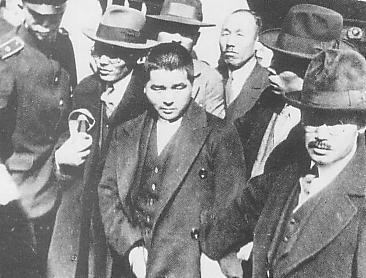
血盟団事件時の写真

1932年（昭和7年）3月5日、三井合名（三井財閥本社）理事長の團琢磨を日本橋区駿河町の本社前でピストルで射殺した（血盟団事件）。そのとき使用したのはブローニング3号型拳銃で、黒の背広を着た、ざんぎり頭といういでたちだった。菱沼は護衛らにより、その場で取り押さえられた。
1934年（昭和9年）無期懲役となり、1940年（昭和15年）紀元二千六百年祝賀の特赦で出所。小幡家の婿養子となり、小幡五朗と改名。戦後は公職追放となり、右翼運動から離れて、大洗町で漁業会社を経営し、1959年地元漁業界などに推されて自由民主党から茨城県議に当選、以来連続8期を務めた。1973-1975年第67代県議会議長。1968年には『欧州の原子力施設をたづねて』を上梓。

## 原子力開発との関わり
東海再処理施設建設に反対していた茨城県漁業協同組合連合会の会長に就任し、原子力施設建設を推進するため、「欧州の原子力施設をたづねて」と題する出版物を刊行する等して、同県漁連の東海再処理施設建設反対の立場を変更させた。1974年11月29日、同県漁連は動力炉・核燃料開発事業団（現日本原子力研究開発機構）と再処理施設設置に伴う漁業補償協定に調印。
1972年4月5日の第68回国会・衆議院科学技術振興対策特別委員会で、後に羽田内閣で科学技術庁長官に就任する公明党の近江巳記夫議員は、動力炉事業団による東海村再処理工場設置への政府の許可に対して「茨城県の漁業協同組合連合会会長の小幡五郎」名義の異議の申し立てが1972年1月6日に科学技術庁長官宛に出されたことを紹介している。
1973年7月2日の第71回国会衆議院外務委員会で、日本社会党の石野久男議員が、日本原子力発電株式会社が東海2号炉建設の漁業権の補償金とは別に調整金として、3億5千万円を茨城県漁連に渡していると指摘した。
1976年5月6日、第77回国会・衆議院科学技術振興対策特別委員会でも石野議員が動燃事業団の再処理工場の建設に伴う補償金総額25億5千万円とは別に使途不透明な調整金1千万円もしくは3千万円が茨城県漁連会長である菱沼（小幡）に支払われ、この問題で漁連の会長が辞任したという事実を指摘した。この漁業補償に関して漁連に渡った金の一部が自由民主党の選挙資金に流用され、これらの一連の不透明な金の流れが同県議会で追及され、県漁連会長を辞任したもの。同日の衆議院農林水産委員会でも、日本共産党の中川利三郎議員が茨城県議会議員である小幡が血盟団の菱沼であることを指摘し、補償金の不透明で非民主的な配分に関与していることを示唆した。

## 登場する作品
- 日本暗殺秘録 - 演：八尋洋